# Rocco Guerrini
Rocco Guerrini, conte di Linari (in tedesco: Rochus Quirinus Graf zu Lynar; Marradi, 24 dicembre 1525 – Spandau, 22 dicembre 1596), è stato un militare e architetto italiano, famoso per la costruzione della Cittadella di Spandau (nei pressi di Berlino) e della fortezza di Peitz.

## Biografia
Guerrini è discendente di una famiglia nobile fiorentina, che possedeva nel 300 il castello e il podere di Linari nella valle del torrente Acerreta, nell'Appennino faentino, e che rinunciò nel XV secolo al titolo di Conte, pure mantenendo lo stemma della famiglia. All'età di dieci anni fu paggio di Alessandro de' Medici, dal 1540 in poi del Delfino di Francia (destinato a diventare Enrico II di Francia).
Guerrini partecipò come soldato francese agli assedi di Metz e di Diedenhofen nonché alla battaglia di San Quintino. Negli anni 1556-1560 partecipò alla guerra contro la Spagna. Durante la battaglia di Diedenhofen fu ferito alla faccia e perse un occhio.
Nel 1567 Guerrini fu al seguito del Conte di Heidelberg come Maresciallo di campo.
1569 è comandante in capo di tutte le fortezze del Principe Augusto I di Sassonia. Dal 1571 in poi, Guerrini ricomincia ad usare il titolo di Conte di Linari.
A Dresda si occupa del miglioramento dei sistemi idraulici. Nel 1578, Guerrini, ora conosciuto come "Conte di Linari" (in tedesco: Graf Lynar, scritto talvolta anche Linar) entrò nei servizi del Principe di Prussia, Giovanni Giorgio di Brandeburgo. Nell'estate di 1578 incomincia i lavori alla Cittadella di Spandau, compiuta nel 1594. Egli operò anche nella ristrutturazione ed ampliamento del Castello di Berlino, sulla Sprea.
Il 30 luglio 1590 riceve l'ordine del Principe prussiano di incominciare i lavori presso la fortezza di Peitz, finiti nel 1595, esemplare unico dell'architettura militare della sua epoca. Morì il 22 dicembre 1596 nell'età di 70 anni a Spandau in Germania.
Fu lui il fondatore della famiglia nobile tedesca di Lynar (ramo dei Conti e dei Principi di Lynar).